# Movsar Baráyev
Movsar Buhárovich Baráyev (del ruso: Мовсар Бухарович Бараев) (26 de octubre de 1979 - 26 de octubre de 2002), antes conocido como Suleimánov, fue un insurgente y líder guerrillero ruso de origen checheno, participó en la Segunda Guerra de Chechenia dentro del ala fundamentalista islámica de la República Chechena de Ichkeria. Considerado como «terrorista» por el Gobierno de la Federación Rusa debido a que lideró la toma de un teatro de Moscú que condujo a la muerte de más de 170 personas. 

## Biografía
Movsar Baráyev, nacido en 1979, era el sobrino del célebre jefe militar Arbi Baráyev quién según se afirma trabajó bajo dirección de la FSB. Después de la muerte de su tío en junio de 2001 hasta su propio deceso, Movsar era el líder de una milicia terrorista chechena conocida como Special Purpose Islamic Brigade (SPIR). Se decía que Baráyev era un enemigo jurado del líder terrorista checheno y presidente electo, Aslán Masjádov. Usó el nom-de-guerre de "Yassir".
Fue falsamente dado por muerto por el comando de las fuerzas rusas en Chechenia el 21 de agosto de 2001 y nuevamente el 12 de octubre de 2002, once días antes de la crisis del teatro de Moscú (este informe de la muerte de Baráyev vino del coronel Borís Podoprigora, segundo comandante de las Fuerzas de Grupo Conjuntas de Rusia). También se dijo que dos meses antes de la toma de rehenes, la inteligencia militar rusa (GRU), había detenido a Baráyev y lo había contenido "hasta que su liberación hubiese proporcionado pistas para la toma de rehenes en el teatro Dubrovka."

## Muerte
El 23 de octubre, Baráyev y un hombre misterioso conocido como "Abú Bakar" lideró un grupo de aproximadamente cuarenta militantes y miembros de su familia (que se había denominado "la escuadrilla suicida de la 29na División") para tomar el teatro de la capital rusa, exigiendo negociaciones con autoridades rusas para poner fin a la Segunda Guerra de Chechenia, la retirada de las fuerzas rusas y la independencia de Chechenia, amenazando con ejecutar a los rehenes.
Movsar Baráyev fue muerto durante el tercer día de la crisis, cuando las fuerzas especiales del FSB lanzaron un ataque químico, mientras asaltaban el teatro. Como caso anecdótico, el día que él murió cumplía 23 años. 
El cadáver ensangrentado de Baráyev fue mostrado por la TV rusa, el que se hallaba en el suelo del teatro entre todos los cristales rotos, mientras se veía una botella intacta de cognac cerca de su mano. Más tarde, las autoridades rusas dijeron que su cuerpo había sido en secreto sepultado en un lugar desconocido.